# Enicospilus caenospilus
Enicospilus caenospilus là một loài tò vò trong họ Ichneumonidae.